# Lidice
Lidice (tschechisch [lɪɟɪtsɛ], deutsch Liditz) ist eine Gemeinde im Okres Kladno in Tschechien. Sie liegt fünf Kilometer östlich von Kladno und 20 km westlich von Prag in der Mittelböhmischen Region. Während des Zweiten Weltkriegs wurden in Lidice 1942 von den Sicherheitsbehörden der nationalsozialistischen Besatzungsmacht nahezu alle männlichen Einwohner und Kinder ermordet, die Frauen in Konzentrationslager verbracht und das Dorf zerstört. Dieses Verbrechen war Teil der Racheaktionen nach dem Attentat auf Reinhard Heydrich 1942. Nach dem Krieg wurde Lidice 300 Meter vom alten Ort entfernt neu aufgebaut. An der Stelle des früheren Lidice befinden sich heute eine Gedenkstätte und ein Museum.

## Geschichte

### Vom Mittelalter bis zur Okkupation
Lidice wurde im Jahr 1306 im Zuge einer Erbteilung erstmals urkundlich erwähnt und gehörte zu Beginn des 14. Jahrhunderts verschiedenen Prager und Kuttenberger Bürgern. Für das Jahr 1309 ist die Existenz eines „castrum Luticz“ belegt. 1415 erwarb Petr Meziříčský aus der Prager Altstadt Teile des Dorfes und schlug sie seiner Herrschaft Makotřasy zu. Im Verlauf der Hussitenkriege wurden Meziříčskýs Besitzstände durch einige tausend Aufständische aus Louny, Žatec und Slaný geplündert, als diese zur Unterstützung ihrer Bundesgenossen nach Prag zogen.

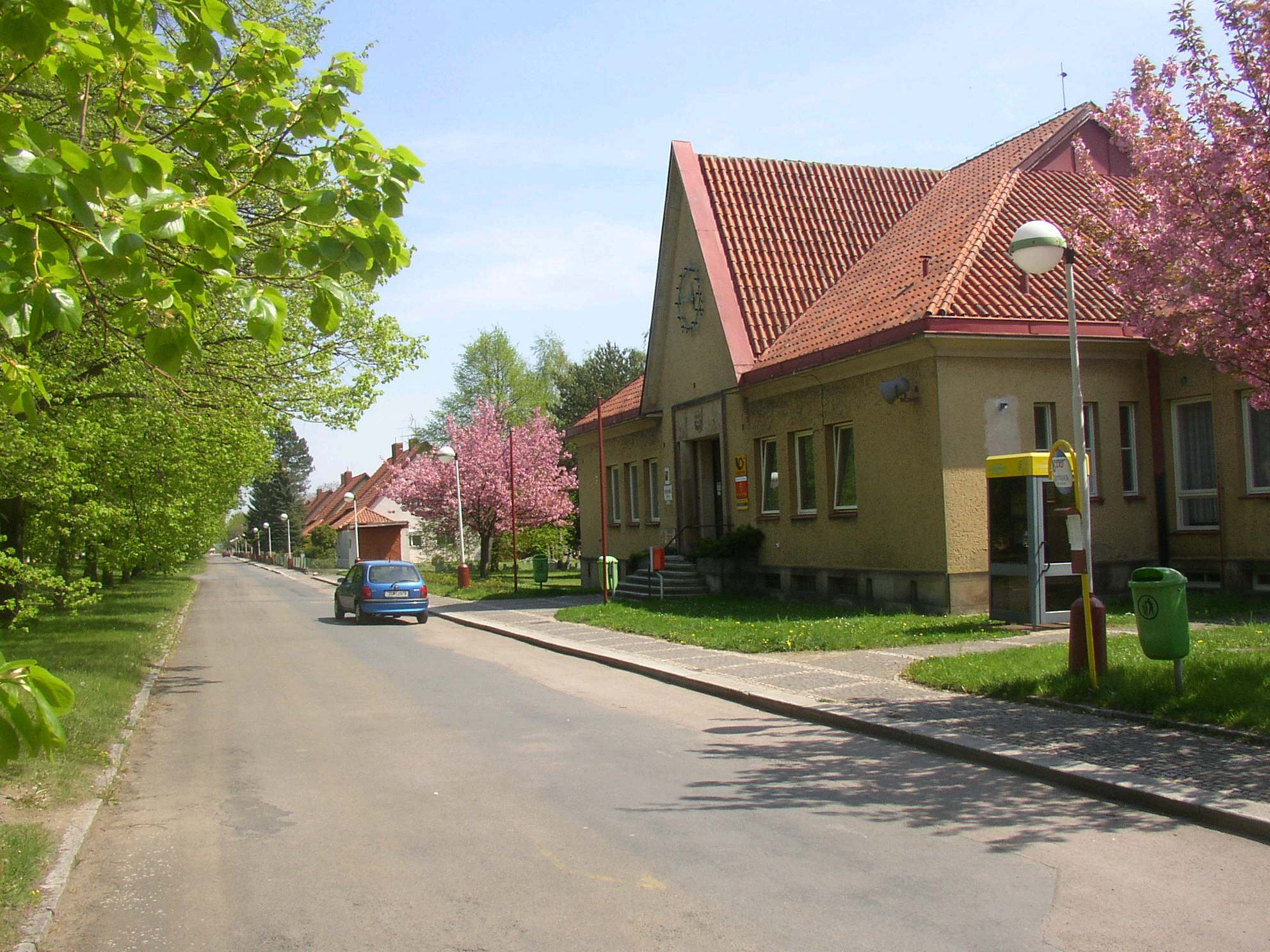
Rathaus, Mai 2005

Nach Meziříčskýs Tod folgten mehrere Besitzerwechsel. 1470 erwarb Jetřich Bezdružický von Kolowrat Makotřasy und später Buštěhrad. Er vereinigte den Besitz und bis 1713 gelangte ganz Lidice zur Herrschaft Buštěhrad. Zu den weiteren Besitzern gehörte Franziska Sibylla Augusta von Sachsen-Lauenburg. Nach dem Tod ihrer Tochter erbte der bayrische Kurfürst Maximilian Josef die Ländereien. Unter seiner Herrschaft begann in der Umgebung der Abbau von Kohle. 1805 übergab Maximilian die Herrschaft Buštěhrad dem Erzherzog Ferdinand, dieser übergab es 1847 an Ferdinand den Gütigen und wurde dadurch Eigentum der kaiserlichen Höfe. Bis zur Ablösung der Patrimonialherrschaften im Jahr 1848 gehörte Lidice zur Herrschaft Buštěhrad.
Der Ort in der Talmulde des Lidický potok wurde von der Pfarrkirche St. Martin des Älteren überragt, deren barocke Neugestaltung 1732 der Baumeister Václav Špaček leitete. Mit dem industriellen Aufschwung von Kladno verdienten sich viele der Bewohner seit der Mitte des 19. Jahrhunderts dort ihren Lebensunterhalt als Berg- und Hüttenleute. Nach der deutschen Besetzung der Tschechoslowakei gehörte Lidice ab 1939 zum Protektorat Böhmen und Mähren. Im Jahr 1942 bestand Lidice aus 102 Häusern und hatte 503 Einwohner. Es gab 14 Höfe, eine Mühle, drei Lebensmittelläden, drei Wirtshäuser, zwei Metzgereien und die Kirche.

### Massaker und Zerstörung 1942

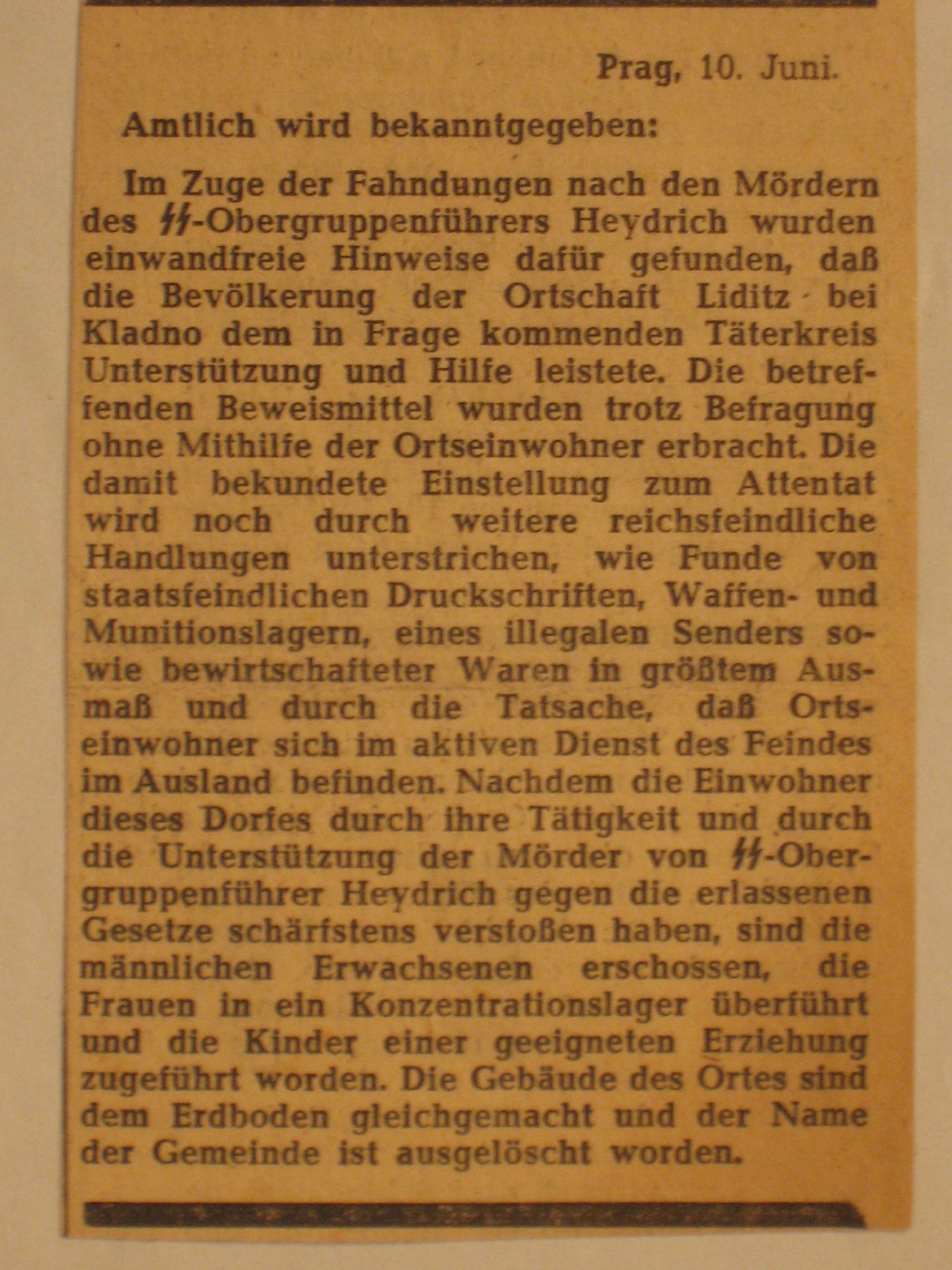
Bekanntmachung der deutschen Besatzungsmacht vom 10. Juni 1942, abgedruckt in der deutschen Besatzungszeitschrift Der neue Tag am 11. Juni 1942

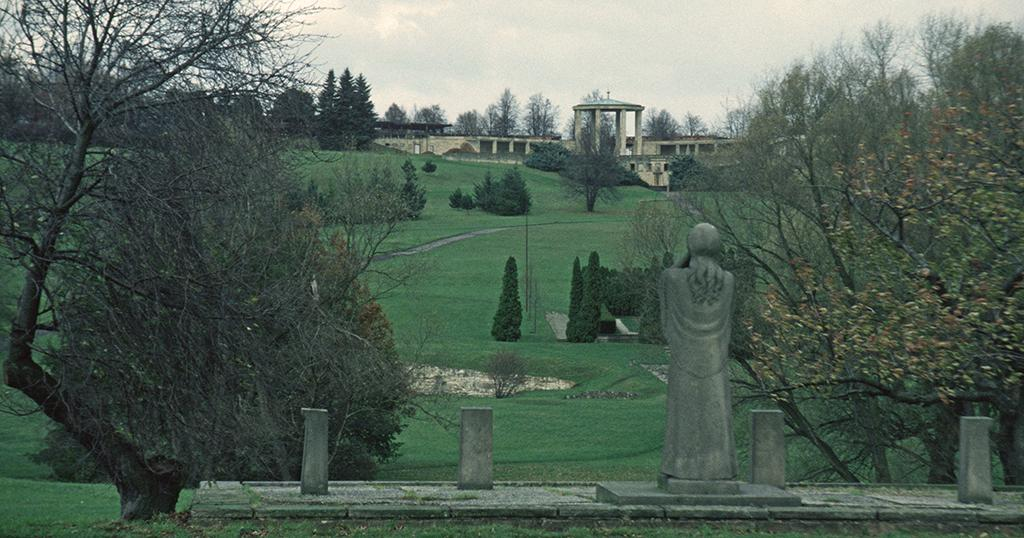
Lidice, Gelände des vernichteten Ortes, 2001

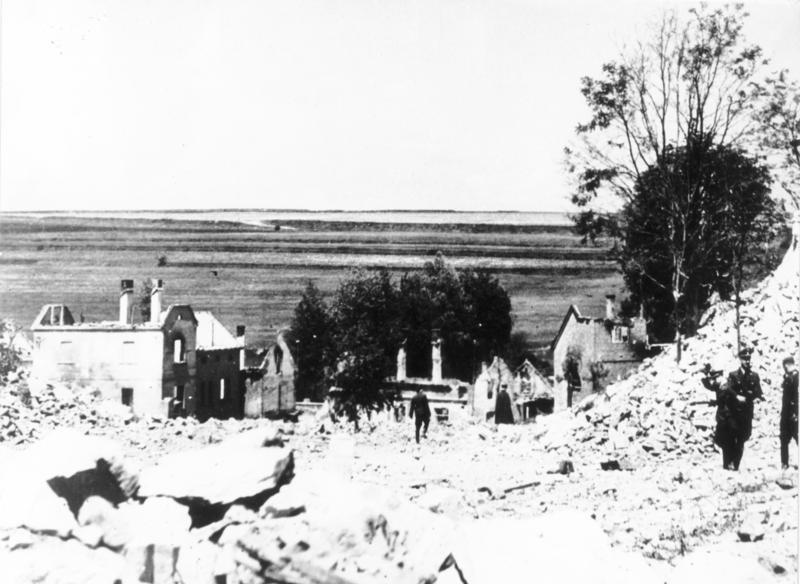
Lidice nach der Zerstörung 1942

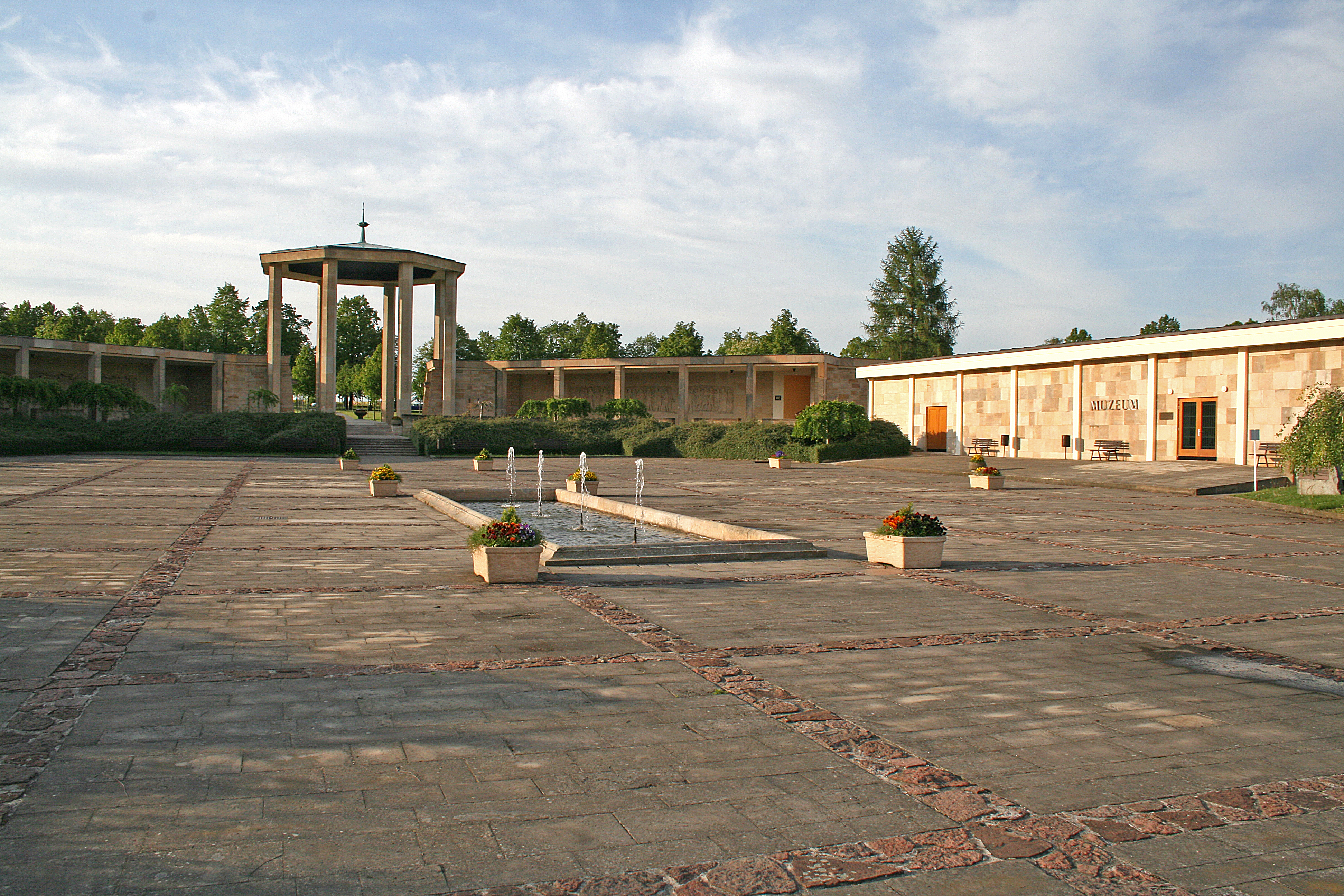
Die Gedenkstätte im Frühjahr 2009

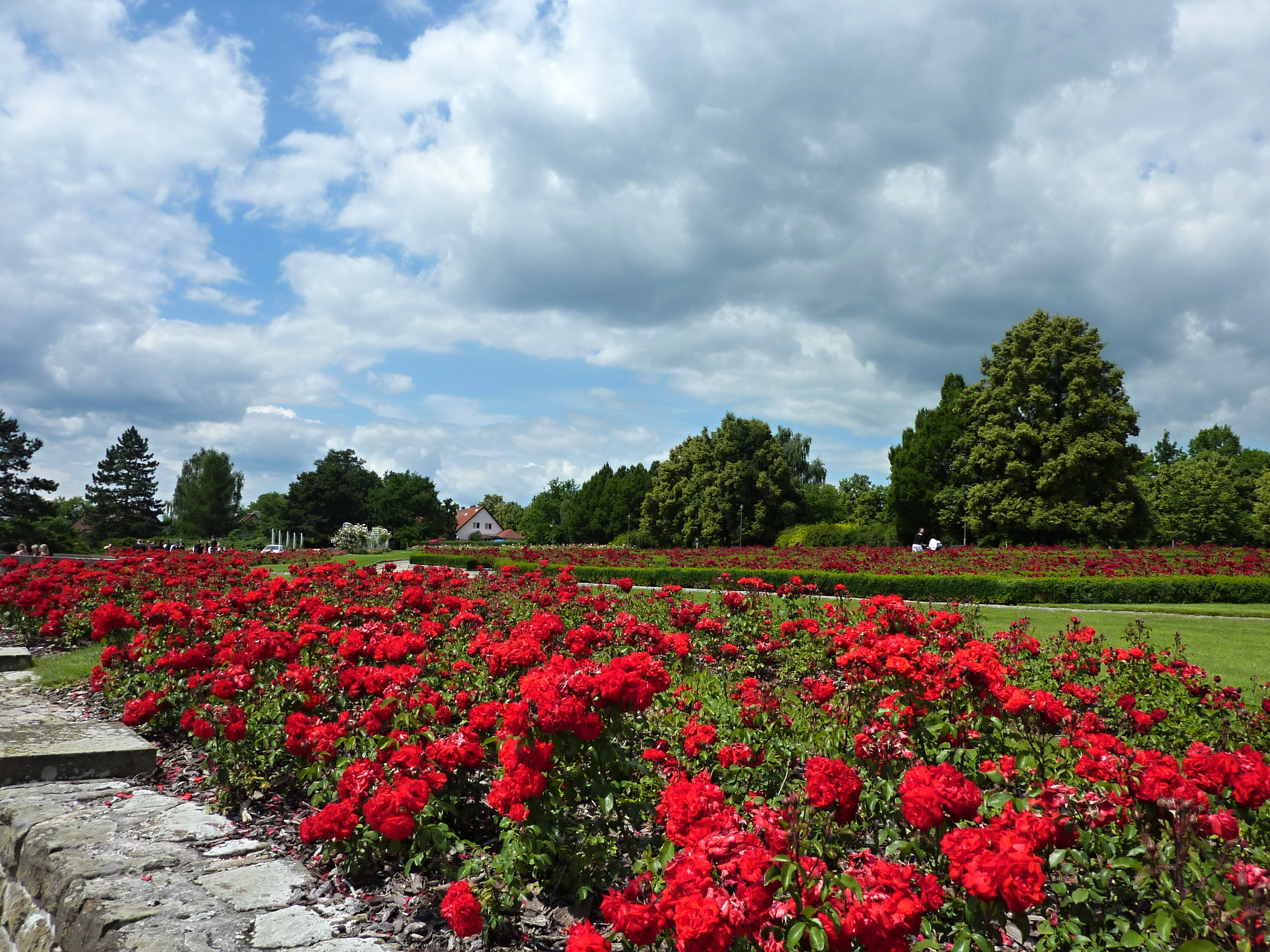
Garten des Friedens und der Freundschaft

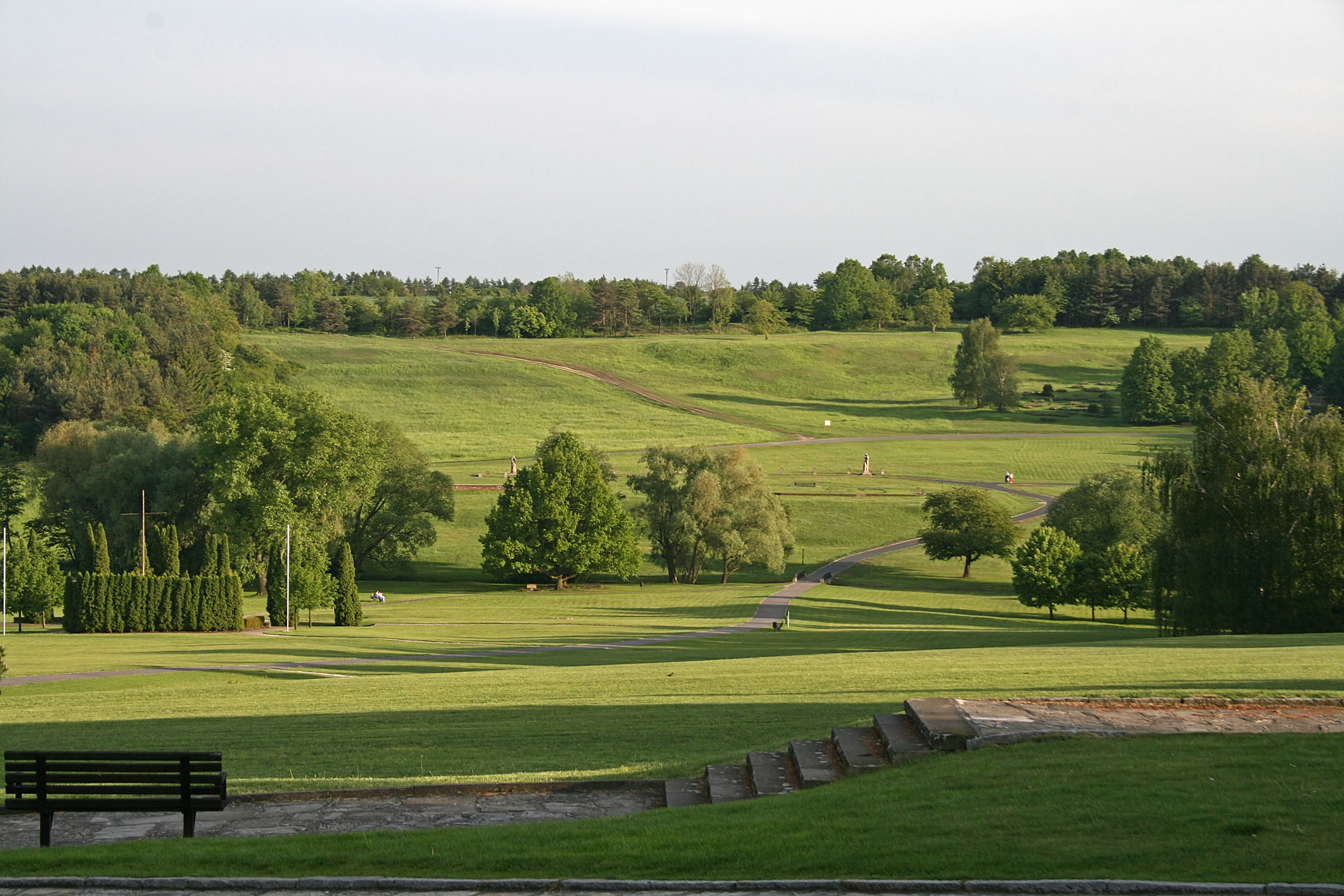
Die Aussicht von der Gedenkstätte aus auf das Gelände des ehemaligen Ortes

Am 27. Mai 1942 wurde Reinhard Heydrich, Leiter des Reichssicherheitshauptamts und stellvertretender Reichsprotektor von Böhmen und Mähren, auf dem Weg zu seinem Büro auf dem Hradschin in Prag durch ein Attentat tschechoslowakischer Widerstandskämpfer im Auftrag der tschechoslowakischen Exilregierung so schwer verletzt, dass er am 4. Juni 1942 starb. Daraufhin leiteten die Nationalsozialisten massive Vergeltungsmaßnahmen gegen die tschechische Zivilbevölkerung ein. Die Behauptung, die Dorfbewohner hätten die Attentäter beherbergt, stellte sich später als falsch heraus. Der einzige Anhaltspunkt der Gestapo waren die beiden aus Lidice stammenden Offiziere Josef Horák und Josef Stříbrný, welche seit Beginn der Besatzung im Exil in der Royal Air Force dienten. Eine Verbindung zwischen den beiden und dem Attentat bestand jedoch zu keinem Zeitpunkt.
Am Abend des 9. Juni 1942 umstellten deutsche Polizeikräfte (Angehörige der Gestapo, des SD und der Schutzpolizei unter dem Kommando von SS-Offizieren einer Sonderkommission und des Befehlshabers der Sipo in Prag) mit Unterstützung der Protektoratsgendarmerie Lidice und blockierten alle Zufahrtswege, da dort Beteiligte des Attentats vermutet wurden. In der folgenden Nacht wurden die Dorfbewohner zusammengetrieben. Alle 172 Männer, die älter als 15 Jahre waren, wurden in den Hof der Familie Horák gebracht, wo sie am Morgen des 10. Juni erschossen wurden.  Mit einem vierzehnjährigen, von seinem Vater mitgenommenen Jungen, beläuft sich die Zahl der am 10. Juni Ermordeten auf 173. Der Bürgermeister František Hejma, der die Identität der Opfer bestätigen musste, wurde als einer der letzten ermordet.
Die Erschießungen wurden, so der Historiker Stefan Klemp, in erster Linie von Angehörigen der Schutzpolizei vorgenommen, das Kommando hatte Horst Böhme inne. 195 Frauen wurden, nachdem sie in einer Turnhalle in Kladno von den Kindern getrennt worden waren, in das Konzentrationslager Ravensbrück deportiert, wo 52 von ihnen ermordet wurden. Am 16. Juni wurden 26 weitere Bewohner Lidices auf dem Schießplatz Kobylisy hingerichtet, darunter sieben Arbeiter, welche in der Nacht vom 9. auf den 10. Juni in der Nachtschicht arbeiteten, sowie zwei bereits 15 Jahre alte Jungen und die Familien Horák und Stříbrný. Sechs Schwangere wurden nach Prag gebracht, nach der Entbindung von ihren Neugeborenen getrennt und ebenfalls ins KZ Ravensbrück deportiert.
Lidice wurde in Brand gesteckt, gesprengt und dann durch Angehörige des Reichsarbeitsdienstes eingeebnet, um es vollständig von der Landkarte zu tilgen. Die „Räumung“ des Dorfes ordnete der Höhere SS- und Polizeiführer Karl Hermann Frank an. Vergleichbar mit dieser „Vergeltungsmaßnahme“ war die vollständige Zerstörung von Ležáky durch die deutsche Besatzungsmacht wenige Tage später.
Weibliche Überlebende kehrten aus der Gefangenschaft zurück und konnten ab 1949 in dem in der Nähe neu errichteten Ort wohnen.

### Schicksal der Kinder von Lidice

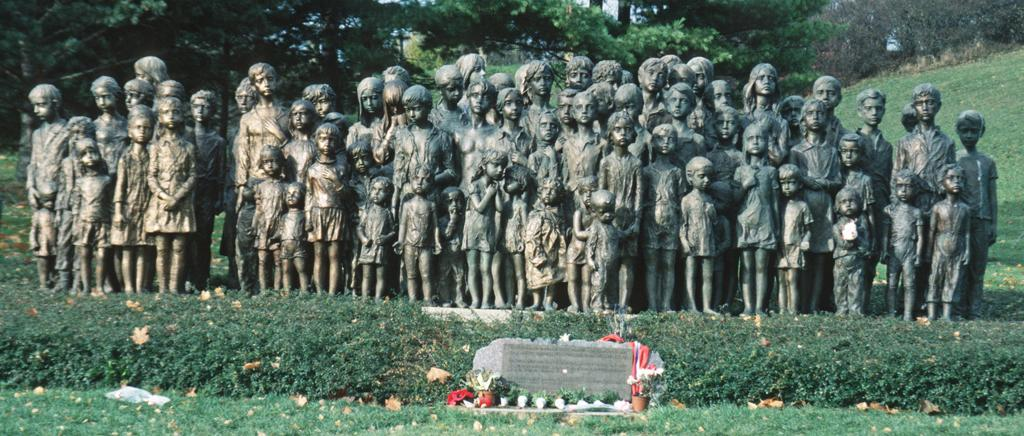
Denkmal der Kinder von Lidice, 2001

Nach der Trennung von ihren Müttern wurden die Kinder in das Lager der „Umwandererzentrale Litzmannstadt“ in der Gneisenaustraße 41 in Litzmannstadt deportiert und nach rassischen Kriterien ausgesondert. Sieben dieser Kinder wurden zur Germanisierung in ein Lebensborn-Heim gebracht, drei weitere waren bereits zuvor in Kladno ausgesondert worden. Die anderen 81 Kinder wurden in das Vernichtungslager Kulmhof deportiert und dort in einem SS-Wagen vergast. Eines der Kinder, die in Kladno ausgesondert worden waren, wurde später zusammen mit den elf Kindern von Ležaky auf dieselbe Art ermordet.
Die anderen neun Kinder, die zwecks „Germanisierung“ ausgesondert worden waren, wurden nach dem Zweiten Weltkrieg wieder aufgefunden, ebenso zwei von den sechs, die nach dem 10. Juni 1942 geboren wurden; die anderen vier waren verstorben. Sieben Kinder, die jünger als ein Jahr alt waren, waren ebenfalls in ein Kinderheim gebracht worden, von ihnen überlebten sechs den Krieg. Insgesamt konnten 17 Kinder wiedergefunden werden. In Sassnitz wurde ein Stolperstein verlegt zur Erinnerung an Emilie Frey (1934–2012), eines der Kinder von Lidice.

## Gedenkstätte Lidice
Ab dem Jahr 2000 wurde die bestehende Gedenkstätte umfassend renoviert: Die Bildhauerin Marie Uchytilová schuf eine aus 82 Personen bestehende Bronzegruppe. Sie soll an die Kinder aus Lidice erinnern, die nach ihrer Deportation umgebracht wurden, und zugleich ein Denkmal für alle Kinder darstellen, die Opfer von Kriegen sind. Der bestehende Garten des Friedens und der Freundschaft wurde mit 25.000 Rosenstöcken neu bepflanzt. Er war auch das Vorbild für den Rosengarten in Ravensbrück, der dort am 11. April 1958 von ehemaligen Häftlingen aus Lidice am dortigen Massengrab an der Lagermauer angelegt worden war.
2019 kam es zu einem Konflikt zwischen Mitarbeitern der Gedenkstätte und Nachkommen der Opfer des Massakers, der in der Tschechischen Republik hohe Wellen schlug. Der Historiker Vojtěch Kyncl, ein Mitarbeiter der Akademie der Wissenschaften der Tschechischen Republik, hatte bekannt gemacht, dass kurz vor dem Massaker eine Frau aus Lidice ihre jüdische Untermieterin, die sich bis dahin im Ort hatte verstecken können, bei der Polizei anzeigte. Die verratene Jüdin wurde in Auschwitz ermordet. Martina Lehmannová, die seit 2017 die Gedenkstätte leitete, schlug vor, auch an die denunzierte Jüdin zu erinnern. Durch die Bekanntmachung der Denunziation und den Vorschlag der Leiterin der Gedenkstätte sahen einige der Nachkommen der Opfer des Massakers die Ehre ihrer ermordeten Eltern und Großeltern befleckt und erklärten, mit der Gedenkstätte nicht mehr zusammenzuarbeiten. Kulturminister Lubomír Zaorálek stellte Martina Lehmannová im Januar 2020 vor die Wahl, zurückzutreten oder entlassen zu werden. Die Leiterin der Gedenkstätte trat daraufhin zurück. Mit ihr gingen zehn Mitarbeiter.

## Gedenken an Lidice
Als die Gräuel von Lidice bekannt wurden, haben mehrere Gemeinden den Namen Lidice (bzw. in spanischer Schreibweise Lídice) angenommen.
So findet man
- Lidice in Brasilien; der ursprüngliche Name dieser Kleinstadt in der Nähe von Rio de Janeiro war Vila Parado. Die Umbenennung fand 1944 am zweiten Jahrestag der Zerstörung Lidices statt, in Anwesenheit brasilianischer Honoratioren und einer diplomatischen Vertretung der tschechoslowakischen Exilregierung.
- San Jerónimo-Lídice in Mexiko-Stadt (D. F.)
- Lidice im US-Bundesstaat Illinois
- Lídice de Capira in Panama

In der kubanischen Hauptstadt Havanna benannte der dortige Stadtrat 1944 einen kleinen Platz unweit der Polizeistation in der Calle Zanja nach dem Ort in Tschechien. Vor Ort wurde eine Gedenktafel aufgestellt, die an das Massaker erinnert.
Ortsteile mit dem Namen Lidice gibt es in Lima (Peru), Caracas (Venezuela), Regia (Kuba) und Gan Yavneh (Israel).
- Auf dem Gelände der Bremer Begegnungsstätte „Lidice-Haus“[10] wurde im Rahmen einer internationalen Jugendbegegnung ein Rosengarten zum Gedenken an Lidice angelegt. Anzahl und Anordnung der roten und weißen Rosen stellen eine Symbolik zur Opferzahl und der Topografie des Dorfes dar.

- Siehe auch: Pro Lidice

- Die Christliche Friedenskonferenz organisierte vom 16. bis 19. Juni 1982 ein Symposium in Kladno, auf dem die politische und moralische Herausforderung des SS-Massakers für das Zusammenleben der Völker erörtert wurde. Referenten aus drei Staaten wiesen in ihren Vorträgen insbesondere unter christlicher Sicht auf die moralische Verantwortung der Bevölkerungen ihrer Länder hin, solche Untaten nie wieder zuzulassen.[11]

## Künstlerische Bearbeitungen
Heinrich Mann, der sich in den USA im Exil befand, verarbeitete die Ereignisse um Lidice 1942 in seinem Roman Lidice. Dieser wurde nach einigen Schwierigkeiten 1943 im mexikanischen Verlag El libro libre erstmals veröffentlicht, der ein Jahr zuvor von deutschen Autoren im Exil gegründet worden war.
In der Erzählung  Die Kinder und der Satan von František Langer wird auf das Dorf Lidice Bezug genommen. Sie handelt von dem Dorf Podoli und seinem Kampf gegen die deutschen Unterdrücker.
Der tschechische Komponist Bohuslav Martinů schrieb 1943 während seines Exilaufenthalts in den USA ein Mahnmal für Lidice. Es ist ein einsätziges Werk für großes Orchester und zitiert kurz vor Schluss ein Mal die vier Töne des Hauptmotivs von Beethovens 5. Sinfonie.
Der in die USA emigrierte Komponist Max Brand schrieb 1942 die Ballade für Lidice für Singstimme und Klavier.
Der deutsche Künstler Willi Sitte malte 1959/60 ein Diptychon mit Predella. Das dreitafelige Bild war als Geschenk zum 20. Jahrestag des Massakers gedacht. Die Fertigstellung des Gemäldes datiert laut einem Bericht der Zeitschrift „junge Kunst“ auf das Jahr 1960, es kam jedoch nie an seinem Bestimmungsort an und ist seit 1962 verschollen. Zuvor hagelte es viel Kritik aus Reihen der DDR-Kulturpolitik. Da das Bild aber von Seite der CSSR positiv aufgenommen wurde, sollte das Geschenk überreicht werden. Der Verbleib und die Gründe für das Verschwinden des Gemäldes sind bis heute nicht geklärt.
1982 komponierte der Tscheche Václav Lídl das Orchesterwerk Balada o červnovém ránu – Lidice 1942 (Ballade eines Junimorgens – Lidice 1942).
Der argentinische Komponist Juan María Solare schrieb 2011 das Stück Lidice für Cello und Klavier, mit Werkfassungen für Bratsche und Klavier sowie Klarinette und Klavier.
Die tschechische Metalband Dymytry verarbeitet die Ereignisse in ihrem Lied Lidice, das am 23. Februar 2022 veröffentlicht wurde.

## Film
- Hitler’s Madman (USA 1943) handelt von dem Attentat auf Reinhard Heydrich und dem anschließenden Massaker in Lidice. Der Film stellt das US-Debüt des Ende der 1930er Jahre aus Deutschland ausgewanderten Regisseurs Douglas Sirk dar.

- „Die Kinder von Lidice“ Dokumentarfilm (ZDF, Deutschland, 1999, 29 Min.), Regie: Manfred Kosmann, Bohumil Neumann. Der Film stellt nach Forschungen der Berliner Journalistin Kerstin Schicha und des Berliner Rechtsanwalts Frank Metzing das Schicksal der Kinder dar, die nach der Zerstörung Lidices von den Nationalsozialisten verschleppt wurden.

- Am 2. Juni 2011 startete in den tschechischen Kinos der Film „Lidice“[19] des Regisseurs Petr Nikolaev mit Karel Roden, Zuzana Fialová, Marek Adamczyk und Veronika Kubarová. Er handelt von der Zerstörung des Ortes. Der gleiche Film ist auch unter dem Namen „Das Massaker von Lidice“[20][21] zu finden.

## Söhne und Töchter der Gemeinde
- Václav Stříbrný (1853–1933), in Bulgarien wirkender Botaniker und Pomologe

## Ehrenbürger
- Ernst Uhl (* 27. Oktober 1932 in Budapest; † 27. Oktober 2022 in Bremen), evangelischer Theologe und Schriftführer der Bremischen Evangelischen Kirche
- Ernst Froebel (* 29. Oktober 1912 in Berlin; † 19. März 2001), Widerstandskämpfer, Gründer des Arbeitskreises politische Bildung in Berlin-Reinickendorf[22]